# 马泰 (华裔演员)
馬泰（英語：Tzi Ma，又常被譯為馬志）（1962年6月10日— ），华裔美国演员，出演过众多美国电影与电视剧。

## 生平
1962年出生于香港，五岁时移民美国，在纽约长大 。1970年代起曾出演过许多舞台剧。1988年到洛杉矶定居。其后开始在影视业发展，出演过的电影有《安静的美国人》、《連鎖反應》、《龍霸天下》、《尖峰时刻》系列、《被出賣的台灣》、《異星入境》、《百萬金臂》等。
他另一个广为人知的角色是在美国电视剧《24》中扮演一位中国特工程志。除此之外，他还出演过《德州巡警》、《法律与秩序》、《新城》、《香港黃線街》、《急诊室的故事》、《白宮女總統》、《芝加哥希望》、《秘密行动组》、《星际旅行：下一代》、《洛城法网》、《纽约重案组》、《千年追凶》、《危机边缘》、《海军罪案调查处：洛杉矶》、《别对我撒谎》、《考斯比一家》、《矽谷群瞎傳》、《神盾局特工》等众多美剧。
他在2020年上映的迪士尼真人作品《花木蘭》飾演木蘭的父親花周，还参演杨维榕电影《虎尾》。